# République socialiste soviétique autonome de Karakalpakie
1932–1991
Entités précédentes :
- Oblast autonome karakalpak (RSFSR)

Entités suivantes :
- République du Karakalpakistan (République d'Ouzbékistan)

La république socialiste soviétique autonome de Karakalpakie (RSSA Karakalpak ; karakalpak : Қарақалпақстан АССР ; ouzbek : Қорақалпоғистон АССР ; russe : Каракалпакская АССР) est une république socialiste soviétique autonome de l'Union soviétique. Créée le 20 juillet 1932 au sein de la RSFS de Russie en remplacement de l'Oblast autonome karakalpak, elle rejoint la RSS d'Ouzbékistan le 12 mai 1936, devenant la seule RSSA située dans l'Asie centrale soviétique.
Aujourd'hui, elle correspond à la république autonome du Karakalpakstan en Ouzbékistan.